# Josep Coma
Josep Coma (Perpinyà, mitjans del segle xvii - Perpinyà, 20 de juliol del 1723) va ser un religiós i historiador rossellonès.

## Biografia
Es doctorà en teologia a la universitat de Perpinyà. Va ser canonge de Santa Maria de la Real i, posteriorment, membre del Capítol de Sant Joan de Perpinyà. Va ser professor de la universitat, el 1687 en fou rector; el 1721 el rei Lluís XV el nomenà vicecanceller de la institució, i dos anys després -en morir- era degà de la facultat de teologia. Al mateix any 1721, els canonges l'elegiren vicari capitular de la diòcesi d'Elna-Perpinyà, atesa la vacant causada per la defunció del bisbe Jean-Hervé Bazan de Flamanville. El nou bisbe Antoine-Jérôme Boyvin de Vaurou renuncià abans de ser consagrat, de manera que Coma regí la diòcesi durant dos anys i mig, fins a la pròpia defunció.
El seu interès per l'església de Sant Joan es manifestà en la tasca d'investigació que feu a fi de recollir documentació que hi fes referència, i que utilitzà per elaborar un extens volum que recopilava la història dels Capítols de la catedral d'Elna i de la col·legiata de la Real, amb un apèndix biogràfic dels bisbes d'Elna. La voluntat de l'obra era destacar els drets i privilegis que la institució havia obtingut al llarg dels anys i, subtilment, reivindicar el paper dels canonges enfront dels (remots) bisbes d'Elna, dels quals depenien.
Corregia i completava un episcopologi de la diòcesi d'Elna que havia elaborat Bartomeu Taberner. El manuscrit d'en Coma no estava exempt d'errors, atribuïts, no necessàriament a una mala gestió, sinó a la bondat dels documents que li havien arribat i que havia pogut consultar. Mort en Coma, el document va ser ampliat de mà anònima amb la relació de bisbes fins al 1801, data de la mort del bisbe Antoine de Leyris d'Esponchez i de l'annexió del bisbat d'Elna-Perpinyà al bisbat de Carcassona. El text original de les Noticies... es dividia en quatre parts:
- Primera part. Tracta quant fonc construïda la iglésia vella de Sant Joan fins que lo capellaniu fonc unit a la mensa episcopal de Elna [any 1230] (pàgines 1-61)
- Segona part. Tracta del que esdeuingué aprés la unió del capellaniu a la mensa episcopal fins que foren elegits en Sant Joan quatre síndics (p. 63-165)
- Part III. Tracta del que esdeuingué des de la nominació dels síndics fins que lo capítol cathedral de Elna fonc transferit en la collegiada de Sant Joan de Perpinyà (p. 169-417)
- Episcopologia de Elna. Augmentada any 1713 (p. 435-508)[2]

Signà aprovacions del llibre de Lluís Guilla Alas per a volar a Déu (Perpinyà: Francesc Reynier, 1695) i del de Rafael Cruzat Novena al gloriós patriarca Sant Josep... traduïda en català, per lo molt revent..., prior de Spira de Conflent (Perpinyà: Francisco Reyner, 1711)

## Obres
- Noticies de la Iglesie collegiada de St Joan de Perpinya dividides en quatre parts [manuscrit 82 de la biblioteca municipal de Perpinyà], s. XVIII.[Enllaç no actiu][6]